# Гильом IV (герцог Аквитании)
Гильом Железнорукий (фр. Guillaume Fier-à-bras; 935/937—995) — герцог Аквитании (Гильом IV, 963—995), граф Пуатье (Гильом II, 963—995), сын Гильома III Патлатого, герцога Аквитании и Адели Нормандской.

## Биография

### Правитель
Прозвище своё «Железнорукий» получил за воинственность: огнём и мечом он навязывал свою власть сеньорам и виконтам Пуату.
Начало его правления особенно богато многочисленными вооружёнными конфликтами. Неоднократно он поднимал меч против графов Анжуйских, первым с кем он столкнулся был Жоффруа Серый Плащ, который захватил Луден.
В 988 году недавно избранный королём Франции Гуго Капет, которого Гильом IV отказывался признавать за своего сюзерена, возобновил свои претензии на герцогство Аквитания и пошёл на него войной. Однако, Гильом с успехом отразил его вторжение, разбив королевскую армию.
Гильом также приютил у себя Людовика, юного сына Карла, герцога Нижней Лотарингии, последнего законного наследника Каролингской династии. Гильом поселил Людовика в своем дворце в Пуатье и обращался с ним, как с истинным наследником французского престола.

### Личная жизнь
Наряду с воинственностью Гильом отличался также любвеобильностью. Его многочисленные связи служили причиной частых ссор с женой, Эммой де Блуа. Супруги дважды на долгое время расходились. Наиболее известна его связь с Альдеардой д’Оне, женой виконта Герберта I де Туар.
На закате жизни Гильом оставил мирскую жизнь и удалился в аббатство Сен-Киприен де Пуатье, затем был монахом в аббатстве Сен-Мексен, где и умер.
Его жена, Эмма де Блуа, некоторое время управляла герцогством Аквитания от имени их сына Гильома V.

## Семья и дети
Жена: (с 968) Эмма де Блуа, дочь Тибо Плута, графа Блуа. Имели двух сыновей:
- Гильом V Аквитанский, герцог Аквитании;
- Эбль де Пуатье. В последнее время появилась гипотеза, что именно Эбль де Пуатье был отцом Эбля I, графа де Руси, затем архиепископа Реймса.

## Примечание
1. ↑  Во французской транскрипции — Гийом, однако, в русской историографии превалирует употребление Гильома, реже — Вильгельма.